# Батумская и Лазская епархия
Бату́мская и Ла́зская епа́рхия (груз. ბათუმისა და ლაზეთის ეპარქია) — епархия Грузинской Православной Церкви. Включает в себе территории муниципалитетов Кобулети и Хелвачаури, города Батуми (Аджария, Грузия) и исторического восточного Лазистана в составе Турции, то есть всю провинцию Ризе, районы Хопа, Архави и часть района Борчка (провинция Артвин) и Хайрат, Чайкара, Дернекпазары, Оф и часть района Сюрмене (провинция Трабзон).
Кафедральный город — Батуми. Кафедральный собор — Богородице-Рождественский (Батуми). Архиерейская резиденция — Батуми, Кобулети.

## Названия
- Батумская и Шемокмедская
- Батумская, Шемокмедская и Чхондидская (упом. 1960)
- Батумская и Шемокмедская (упом. 1981 — апрель 1995)
- Батумская (1995—1996)
- Батумская и Схалтская (1996 — 3 июня 2007)
- Батумская и Кобулетская (3 июня — декабрь 2007)
- Батумская и Лазская (с декабря 2007)

## История

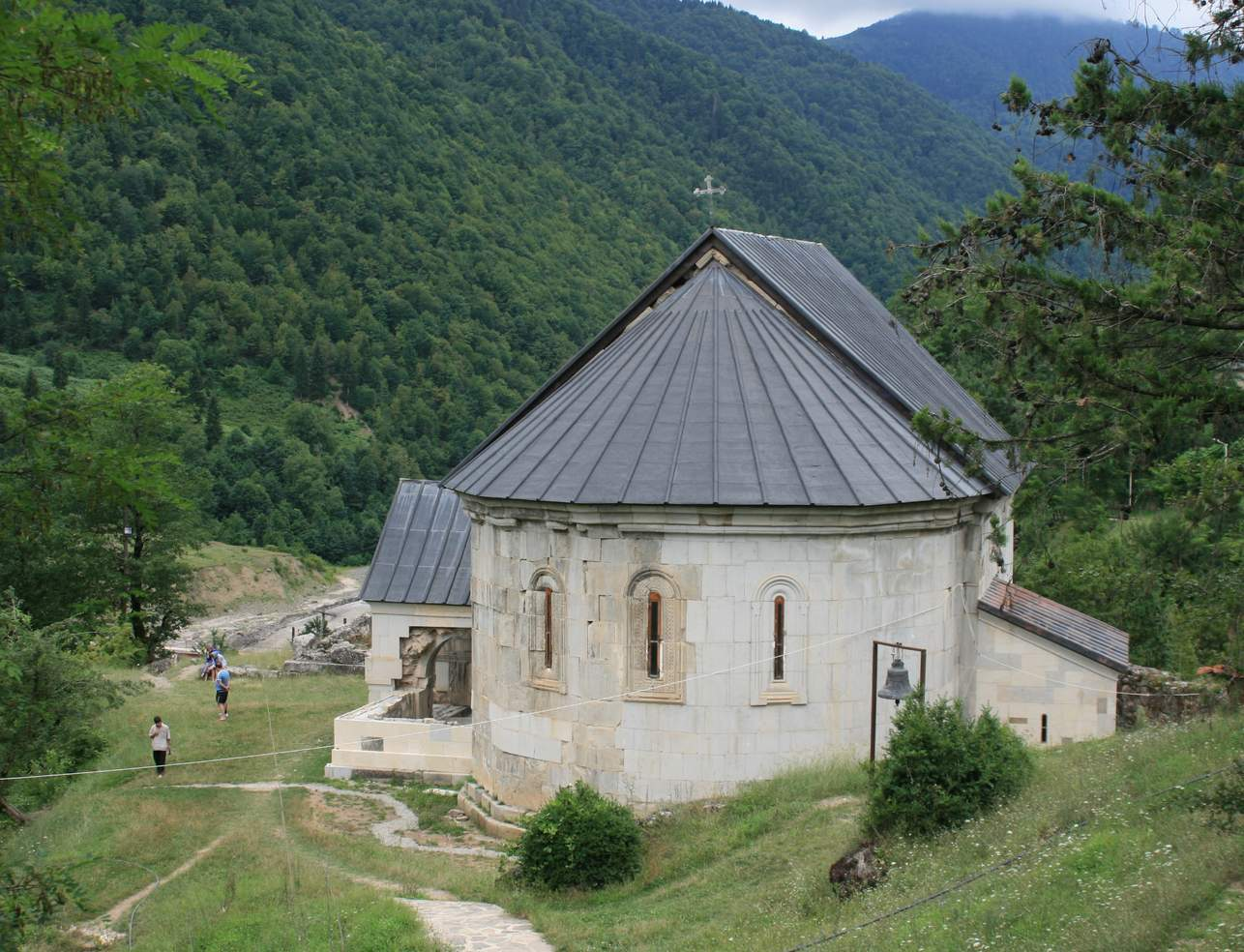
Собор Схалта, близ Хуло

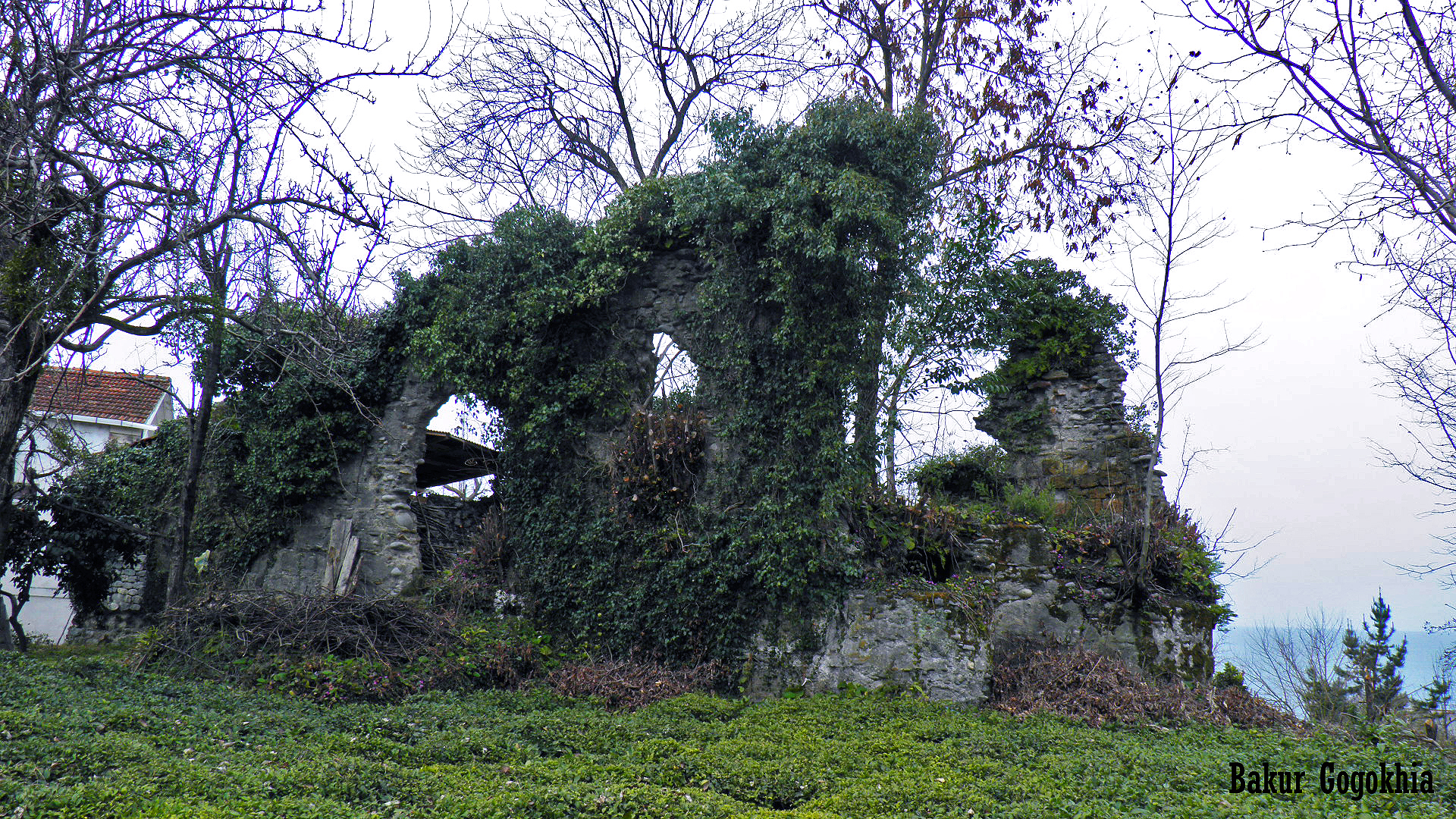
Руины грузинского храма в городе Ардешен, Лазистан

Древними твердынями православия в краю были Схалтский монастырь (с XII века) и Чехеданский монастырь (с XVII века). Новая волна храмостроительства началась после вхождения Аджарии в состав Российской империи в середине XIX века.
В 1917 году Грузинская православная церковь провозгласила свою автокефалию. В её составе была образована в том числе Батумская епархия на территории Аджарии и части Восточной Грузии вместо Гурийско-Менгрельской епархии Грузинского Экзархата Русской Православной Церкви.
В советский период к концу 1930-х годов все церкви края оказались закрыты или разрушены. Лишь в 1947 году восстановились богослужения в Батумских храмах Пресвятой Троицы с и 1948 году — святителя Николая. До 1989 года эти церкви были единственными действовавшими в епархии.
В 1989 году началось повсеместное открытия новых и возрождения старых церквей, устроения и расширения деятельности епархии. Активно шла деятельность по обращению в православие местного аджарского населения. К 1995 году открылись еще 6 церквей: Батумский кафедральный собор Рождества Пресвятой Богородицы, святой Нины в Батуми, святых равноапостольных Константина и Елены и святого Георгия в селе Н. Квирике; святого Георгия в селе Чакви, Схалтский мужской монастырь Рождества Пресвятой Богородицы.
В апреле 1995 года из Батумской была выделена самостоятельная Шемокмедская епархия.
Кроме многочисленных храмов появились новые монастыри, в 1995 году открылась обитель милосердия во имя великомученицы Екатерины для престарелых людей. Новой необходимостью церковной жизни стала деятельная борьба с сектантством.
В декабре 2007 года к епархии была присоединена турецкая Лазетия, после чего епархия стала именоваться Батумской и Лазской.

## Епископы
- 1920—1922 — Георгий (Аладашвили)
- 1923—1924 — Давид (Качахидзе)
- 18 мая 1924—1926 — Нестор (Кубанеишвили)[груз.]
- 20 октября 1926 — 3 марта 1927 — Иоанн (Маргишвили)
- 2 марта 1928 — 1 сентября 1930 — Алексий (Герсамия)[груз.]
- 6 июня 1930 - 19 марта 1935 - Давид (Качахидзе), 2-й раз
1935—1953 — вдовство кафедры
- 1953 — 8 сентября 1953 — Гавриил (Чачанидзе)  в/у еп. Чкондидский
- 8 сентября 1953 — 10 января 1960 — Ефрем (Сидамонидзе)
- 26 августа 1963 — 1 сентября 1967 — Илия (Шиолашвили)  в/у, еп. Шемокмедский
- 1974 — 1 января 1978 — Роман (Петриашвили)
- 15 декабря 1978 — 1986 — Давид (Чкадуа)
- 1986-1992 — Константин (Меликидзе)
- весна — 21 декабря 1992 — Христофор (Цамалаидзе)
- 21 декабря 1992 — 21 октября 1996 — Иов (Акиашвили)
- с 8 ноября 1996 — Димитрий (Шиолашвили)